# Enzo Mari

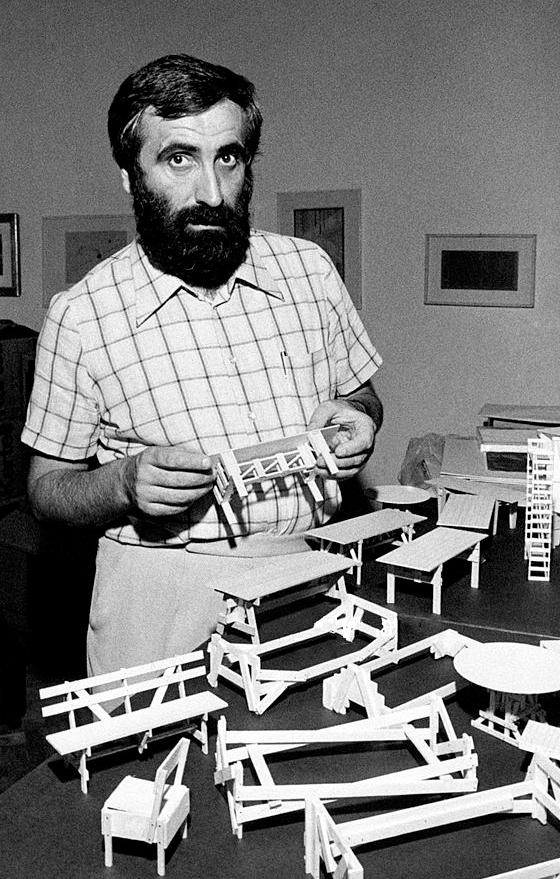
Enzo Mari (1974)

Enzo Mari (* 27. April 1932 in Novara, Italien; † 19. Oktober 2020 in Mailand) war ein italienischer Designer und Objektkünstler.

## Leben und Werk
Mari studierte von 1952 bis 1956 an der Accademia di Belle Arti di Brera in Mailand Literatur und Kunst. Sein Interesse galt besonders der Psychologie der visuellen Wahrnehmung.
Bekannt wurde Mari durch seine Arbeiten für die italienischen Unternehmen Danese Milano, Gavina, Artemide, Olivetti und Castelli, außerdem durch seine zahlreichen Buchveröffentlichungen über Themenbereiche des Designs.
Er unterrichtete am Polytechnikum Mailand, am Zentrum für visuelle Kommunikation in Parma, an der Akademie der Schönen Künste in Carrara sowie von 1963 bis 1966 an der Scuola Umanitaria in Mailand. Er war Ehrenprofessor im Fachbereich Design an der Hochschule für bildende Künste Hamburg. 1968 war er Teilnehmer der 4. documenta in Kassel.
Sein Buch Autoprogettazione von 1974 enthielt 19 Entwürfe für Holztische, -stühle, -regale und -betten, für deren Bau nur einfache Werkzeuge nötig sind. Damit beeinflusste er die Do-it-yourself-Bewegung. So sollte alles, was man zum Leben braucht, simpel und schnörkellos mit Holzbrettern und Nägeln zusammengesetzt werden. Mit der Serie Autoprogettazione, die längst Kultstatus genießt, wollte er die Selbstgestaltung fördern, er entwarf dafür die Bauanleitung für eine komplette Einrichtung. Ihm war dabei wichtig, den Menschen die Regeln des Entwurfsprozesses verständlich zu machen. Wer ihm das Porto zahlte, bekam von Mari die Bauanleitung kostenlos zugeschickt.
Für Mari war schon früh die Nachhaltigkeit wesentlich, Design sollte verträglich für die Umwelt sein, kein Luxusprodukt darstellen; die Funktionalität eines Produktes und die Formgebung war ihm wichtiger als der bloße Schein und das System des Stardesigns. Mari ging es vornehmlich um die Wissensvermittlung, den kritischen Blick auf aktuelle Produktionen.
Mari war nicht nur Designer, er kuratierte auch Ausstellungen, schrieb und lehrte, so dass sich bei ihm, seinem Design und seinen Objekten vieles zu einem Gesamtkunstwerk fügte. 2016 verkündete Mari, dass er sein Archiv der Stadt Mailand vermachen würde, diese gleichwohl sein Werk 40 Jahre nicht zeigen dürfe. Jasper Morrison schätzt sein Design, das auf einfachen Prinzipien, Grundformen und Stilelementen basiert. Für das avantgardistische Designerduo Formafantasma war Mari das Vorbild, das die Wünsche des Auftraggebers weit transzendiert.
Mari lebte und arbeitete in Mailand. Er war mit der Kunstkritikerin Lea Vergine verheiratet.
Er starb am 19. Oktober 2020 in Mailand an den Folgen von COVID-19. Am Tag darauf starb seine Frau Lea Vergine, mit der er fast 60 Jahre lang verheiratet war, auch infolge dieser Viruserkrankung.

## Veröffentlichungen
- Autoprogettazione. Edizioni Corraini, Mailand 2002, ISBN 88-87942676.